# Міхалово (Ілавський повіт)
Міхалово (пол. Michałowo, нім. Michelau) — село в Польщі, у гміні Суш Ілавського повіту Вармінсько-Мазурського воєводства.
Населення — 225 осіб (2011).
У 1975-1998 роках село належало до Ельблонзького воєводства.

## Демографія
Демографічна структура станом на 31 березня 2011 року:
|          | Загалом | Допрацездатний вік | Працездатний вік | Постпрацездатний вік |
| -------- | ------- | ------------------ | ---------------- | -------------------- |
| Чоловіки | 122     | 34                 | 78               | 10                   |
| Жінки    | 103     | 23                 | 62               | 18                   |
| Разом    | 225     | 57                 | 140              | 28                   |